# How to Avoid Friendship
How to Avoid Friendship, Langtitel How to Avoid Friendship: A Guide to Friendless Living, ist ein US-amerikanisch-tschechoslowakischer animierter Kurzfilm von Gene Deitch aus dem Jahr 1964.

## Handlung
Der Film stellt mehrere Strategien vor, wie man nervtötende Freunde loswird.

## Produktion
How to Avoid Friendship entstand als Teil der Self-Help-Series bei Rembrandt Films. Sie wurde durch Alice McGraths Buch Self Defense for Cowards inspiriert, das humorvoll-ironische Ratschläge enthielt, wie sich Feiglinge gegen andere Menschen zur Wehr setzen könnten. Zur Reihe gehörten die im gleichen Stil animierten Kurzfilme Self Defense… for Cowards, How to Live With a Neurotic Dog, How to Win on the Thruway, How to Avoid Friendship und The Girl-Watchers’ Guide. Für How to Avoid Friendship griff Deitch auf eine Idee von Eli Bauer zurück. Ursprünglich war John Ployardt als Erzähler aller Self-Help-Filme vorgesehen, wurde jedoch durch Arthur Treacher ersetzt. How to Avoid Friendship wurde am 1. November 1964 veröffentlicht.

## Auszeichnungen
How to Avoid Friendship wurde 1965 für einen Oscar in der Kategorie „Bester animierter Kurzfilm“ nominiert, konnte sich jedoch nicht gegen Der rosarote Schmierfink durchsetzen.